# Moenkhausia crisnejas
Moenkhausia crisnejas är en fiskart som beskrevs av Pearson 1929. Moenkhausia crisnejas ingår i släktet Moenkhausia och familjen Characidae. Inga underarter finns listade i Catalogue of Life.